# Melanagromyza pseudometallica
Melanagromyza pseudometallica är en tvåvingeart som beskrevs av Spencer 1966. Melanagromyza pseudometallica ingår i släktet Melanagromyza och familjen minerarflugor. Inga underarter finns listade i Catalogue of Life.